# AN Ursae Majoris
Désignations
AN Ursae Majoris est une étoile variable de la constellation de la Grande Ourse. Cette étoile possède le plus fort champ magnétique connu de toutes les variables cataclysmiques, avec une intensité du champ de 230 millions de gauss (23 kT). Cet objet, avec AM Herculis, définit une classe d'objets appelés polaires.
D'après la mesure de sa parallaxe annuelle par le satellite Gaia, AN Ursae Majoris est distante d'environ ∼ 1 050 a.l. (∼ 322 pc) de la Terre.